# سینتیا بولینگو
سینتیا بولینگو (انگلیسی: Cynthia Bolingo؛ زادهٔ ۱۲ ژانویهٔ ۱۹۹۳) دونده اهل بلژیک است.
وی در مسابقات کشوری و بین‌المللی در مجموع برندهٔ ۱ مدال نقره شده‌است.